# Championnats d'Europe de squash
Les Championnats d'Europe de squash sont une compétition de squash individuelle organisée par la Fédération européenne de squash. Ils ont lieu pour la première fois en 1990 à Rotterdam et se déroulent chaque année. Le championnat d'Europe par équipes fait l'objet d'une autre compétition distincte en lieu et en date.

## Palmarès hommes
| Année | Champion                                              | Finaliste                                             | Score                                                 | Troisième place                                       | Lieu               |
| ----- | ----------------------------------------------------- | ----------------------------------------------------- | ----------------------------------------------------- | ----------------------------------------------------- | ------------------ |
| 2024  | Victor Crouin                                         | Dimitri Steinmann                                     | 11-6, 11-6, 11-7 (50 min)                             | Nicolas Müller Iker Pajares Bernabeu                  | Cuenca             |
| 2023  | Victor Crouin                                         | Auguste Dussourd                                      | 11-3 12-10 9-11 11-8 (68 min)                         | Nicolas Müller Dimitri Steinmann                      | Wrocław            |
| 2022  | Nicolas Müller                                        | Victor Crouin                                         | 11-7, 11-7, 11-4 (31 min)                             | Sébastien Bonmalais                                   | Hambourg           |
| 2021  | annulé en raison de la pandémie de Covid-19 en Europe | annulé en raison de la pandémie de Covid-19 en Europe | annulé en raison de la pandémie de Covid-19 en Europe | annulé en raison de la pandémie de Covid-19 en Europe |                    |
| 2020  | annulé en raison de la pandémie de Covid-19 en Europe | annulé en raison de la pandémie de Covid-19 en Europe | annulé en raison de la pandémie de Covid-19 en Europe | annulé en raison de la pandémie de Covid-19 en Europe |                    |
| 2019  | Raphael Kandra                                        | Borja Golán                                           | 11-6, 11-8, 7-11, 7-11, 12-10                         | Nicolas Müller                                        | Bucarest           |
| 2018  | Borja Golán                                           | George Parker                                         | 8–11, 11–4, 10–12, 13–11, 11–6 (82 min)               | Raphael Kandra                                        | Graz               |
| 2017  | James Willstrop                                       | Grégory Gaultier                                      | 7-11, 11-8, 11-8, 2-11, 11-8 (68 min)                 | Borja Golán                                           | Nottingham         |
| 2016  | Borja Golán                                           | Grégory Gaultier                                      | 10–12, 11–7, 11–4, 3–11, 11–9                         | Lucas Serme                                           | Prague             |
| 2015  | Grégory Gaultier                                      | Borja Golán                                           | 11–3, 5–11,11–7, 11–5                                 | Raphael Kandra                                        | Bratislava         |
| 2014  | Grégory Gaultier                                      | Mathieu Castagnet                                     | 11–5, 11–5, 4–11, 11–4                                | Grégoire Marche                                       | Valenciennes       |
| 2013  | Grégory Gaultier                                      | Simon Rösner                                          | 11–9, 11–4, 8–11, 11–3                                | Olli Tuominen                                         | Herentals          |
| 2012  | Olli Tuominen                                         | Borja Golán                                           | 11–8, 11–9, 11–3                                      | Simon Rösner                                          | Helsinki           |
| 2011  | Grégory Gaultier                                      | Thierry Lincou                                        | 9–11, 11–6, 11–3, 11–7                                | Laurens Jan Anjema                                    | Varsovie           |
| 2010  | Thierry Lincou                                        | Grégory Gaultier                                      | 11–5, 11–2 ret.                                       | Olli Tuominen                                         | Sarrebruck         |
| 2009  | Thierry Lincou                                        | Grégory Gaultier                                      | 12–10, 8–3 ret.                                       | Laurens Jan Anjema                                    | Herentals          |
| 2008  | Grégory Gaultier                                      | Thierry Lincou                                        | 11–7, 6–11, 11–7, 4–11, 11–4                          | Laurens Jan Anjema                                    | Bratislava         |
| 2007  | Grégory Gaultier                                      | Renan Lavigne                                         | 9–0, 9–1, 9–1                                         | Thierry Lincou                                        | Royan              |
| 2006  | Grégory Gaultier                                      | Borja Golán                                           | 9–2, 9–0, 10–8                                        | Renan Lavigne                                         | Budapest           |
| 2005  | Grégory Gaultier                                      | Jan Koukal                                            | 9–5, 9–0, 9–1                                         | Peter Barker                                          | Prague             |
| 2004  | Grégory Gaultier                                      | John White                                            | 10–8, 2–9, 2–9, 9–3, 9–6                              | Adrian Grant                                          | Bratislava         |
| 2003  | Pas de competition                                    | Pas de competition                                    | Pas de competition                                    | Pas de competition                                    | Pas de competition |
| ...   | Pas de competition                                    | Pas de competition                                    | Pas de competition                                    | Pas de competition                                    | Pas de competition |
| 1994  | Pas de competition                                    | Pas de competition                                    | Pas de competition                                    | Pas de competition                                    | Pas de competition |
| 1993  | Chris Walker                                          | Danny Meddings                                        | -                                                     | -                                                     | Lille              |
| 1992  | Chris Walker                                          | Jason Nicolle                                         | -                                                     | -                                                     | Rotterdam          |
| 1990  | Chris Walker                                          | Adrian Davies                                         | -                                                     | -                                                     | Rotterdam          |

## Palmarès femmes
| Année | Championne                                            | Finaliste                                             | Score                                                 | Troisième place                                       | Lieu               |
| ----- | ----------------------------------------------------- | ----------------------------------------------------- | ----------------------------------------------------- | ----------------------------------------------------- | ------------------ |
| 2024  | Tinne Gilis                                           | Mélissa Alves                                         | 11-4, 11-8, 9-11, 11-9 (51 min)                       | Marie Stephan Emilia Soini                            | Cuenca             |
| 2023  | Nele Gilis                                            | Énora Villard                                         | 11-1, 11-7, 11-3 (33 min)                             | Marie Stephan Emilia Soini                            | Wrocław            |
| 2022  | Tinne Gilis                                           | Nele Gilis                                            | 11-9, 11-9, 11-9 (54 min)                             | Mélissa Alves                                         | Hambourg           |
| 2021  | annulé en raison de la pandémie de Covid-19 en Europe | annulé en raison de la pandémie de Covid-19 en Europe | annulé en raison de la pandémie de Covid-19 en Europe | annulé en raison de la pandémie de Covid-19 en Europe |                    |
| 2020  | annulé en raison de la pandémie de Covid-19 en Europe | annulé en raison de la pandémie de Covid-19 en Europe | annulé en raison de la pandémie de Covid-19 en Europe | annulé en raison de la pandémie de Covid-19 en Europe |                    |
| 2019  | Nele Gilis                                            | Coline Aumard                                         | 9-11, 11-9, 11-8, 13-11 (60 min)                      | Mélissa Alves                                         | Bucarest           |
| 2018  | Millie Tomlinson                                      | Coline Aumard                                         | 11–9, 12–10, 4–11, 11–7 (56 min)                      | Nele Gilis                                            | Graz               |
| 2017  | Camille Serme                                         | Millie Tomlinson                                      | 11-1, 11-3, 11-3 (25 min)                             | Nele Gilis                                            | Nottingham         |
| 2016  | Camille Serme                                         | Nele Gilis                                            | 8-11, 11-7, 11-7, 11-5                                | Tinne Gilis                                           | Bratislava         |
| 2015  | Camille Serme                                         | Line Hansen                                           | 12–10, 11–6, 11–6                                     | Coline Aumard                                         | Bratislava         |
| 2014  | Camille Serme                                         | Line Hansen                                           | 11–6, 11–5, 11–4                                      | Lucie Fialová                                         | Valenciennes       |
| 2013  | Camille Serme                                         | Natalie Grinham                                       | 11–3, 11–7, 4–11, 11–6                                | Coline Aumard                                         | Herentals          |
| 2012  | Camille Serme                                         | Natalie Grinham                                       | 8–11, 11–6, 11–6, 11–9                                | Lucie Fialová                                         | Helsinki           |
| 2011  | Natalie Grinham                                       | Camille Serme                                         | 7–11, 11–3, 11–9, 11–5                                | Emma Beddoes                                          | Varsovie           |
| 2010  | Jenny Duncalf                                         | Vanessa Atkinson                                      | 11–8, 11–5, 9–11, 10–12, 11–5                         | Camille Serme                                         | Sarrebruck         |
| 2009  | Natalie Grinham                                       | Vanessa Atkinson                                      | 9–11, 11–3, 11–5, 11–4                                | Laura Massaro                                         | Herentals          |
| 2008  | Isabelle Stoehr                                       | Sarah Kippax                                          | 5–11, 11–6, 11–7, 11–4                                | Manuela Manetta                                       | Bratislava         |
| 2007  | Jenny Duncalf                                         | Tania Bailey                                          | 9–5, 3–9, 9–7, 9–5                                    | Isabelle Stoehr                                       | Royan              |
| 2006  | Jenny Duncalf                                         | Laura Massaro                                         | 9–2, 9–5, 9–0                                         | Isabelle Stoehr                                       | Budapest           |
| 2005  | Vanessa Atkinson                                      | Linda Elriani                                         | 9–7, 9–7, 9–3                                         | Rebecca Botwright                                     | Prague             |
| 2004  | Rebecca Botwright                                     | Vicky Hynes                                           | 8–10, 2–9, 9–4, 9–4, 9–5                              | Sarah Kippax                                          | Bratislava         |
| 2003  | Pas de compétition                                    | Pas de compétition                                    | Pas de compétition                                    | Pas de compétition                                    | Pas de compétition |
| ...   | Pas de compétition                                    | Pas de compétition                                    | Pas de compétition                                    | Pas de compétition                                    | Pas de compétition |
| 1994  | Pas de compétition                                    | Pas de compétition                                    | Pas de compétition                                    | Pas de compétition                                    | Pas de compétition |
| 1993  | Corinne Castets                                       | Simone Korell                                         | -                                                     | -                                                     | Lille              |
| 1992  | Martine Le Moignan                                    | Sabine Schöne                                         | -                                                     | -                                                     | Rotterdam          |
| 1990  | Senga Macfie                                          | Babette Hoogendoorn                                   | -                                                     | -                                                     | Rotterdam          |

## Statistiques
| 9 | Grégory Gaultier |

| 3 | Chris Walker |

| 2 | Thierry Lincou |

| 6 | Camille Serme |

| 3 | Jenny Duncalf |

| 2 | Natalie Grinham |

| 2 | Nele Gilis |